# Kyboasca bipunctata
Kyboasca bipunctata är en insektsart som först beskrevs av Oshanin 1871.  Kyboasca bipunctata ingår i släktet Kyboasca och familjen dvärgstritar. Arten är reproducerande i Sverige. Inga underarter finns listade i Catalogue of Life.